# Sweet Lies
Pour plus de détails, voir Fiche technique et Distribution.
Sweet Lies est un film franco-américain réalisé par Nathalie Delon, sorti en 1988.

## Synopsis
Peter (Treat Williams), un inspecteur en assurances américain, est envoyé à Paris pour enquêter sur une possible fraude. Il s’installe à l’hôtel de M. Leguard, où il rencontre Lisa (Laura Manszky), la fille de ce dernier. Lisa, avec ses amies Dixie (Julianne Phillips) et Joëlle (Joanna Pacula), décide de se lancer dans un pari pour séduire Peter. Cependant, les choses se compliquent lorsque des sentiments réels commencent à émerger.

## Fiche technique
- Titre original : Sweet Lies
- Titre canadien français : Doux mensonges
- Réalisation : Nathalie Delon
- Scénario : Robert Dunn, Nathalie Delon
- Chef-opérateur son : Pierre Gamet
- Image : Dominique Chapuis
- Musique : Trevor Jones, Robert Palmer
- Montage : Marie-Sophie Dubus
- Coordinateur des combats et des cascades : Claude Carliez et son équipe
- Production :  Goldeneye Productions, Island Pictures
- Pays de production :  États-Unis,  France
- Lieu de tournage : Paris, Los Angeles
- Durée : 93 minutes
- Genre : comédie romantique
- Dates de sortie: 
  - Royaume-Uni : 18 décembre 1987
  - États-Unis : 3 novembre 1989

## Distribution
- Treat Williams : Peter
- Joanna Pacula : Joëlle
- Julianne Phillips : Dixie
- Laura Manszky : Lisa
- Bernard Fresson : M. Leguard
- Gisèle Casadesus : Nemo
- Norbert Weisser : Bill
- Marilyn Dodds Frank : Maggie
- Franck Tiozzo : Mersault
- Aïna Walle : Isabelle

## Production
Le film a été tourné à Paris et à Los Angeles. Le tournage a débuté le 24 septembre 1986.
Il s'agit d'une production conjointe entre la société Goldeneye Productions et Island Pictures, avec Serge Touboul et Chris Blackwell à la production exécutive.
La réalisatrice Nathalie Delon a coécrit le scénario avec Robert Dunn. La photographie est assurée par Dominique Chapuis, le montage par Marie-Sophie Dubus et la musique originale est signée Trevor Jones, avec des titres interprétés par Robert Palmer.

### Bande originale
| 1. | Sweet lies                      | Robert Palmer, Frank Blair et Dony Wynn | Robert Palmer       |  |
| 2. | Monogamy                        | Robert Palmer et Francis Bebey          | Robert Palmer       |  |
| 3. | Woke up laughing                | Robert Palmer                           |                     |  |
| 4. | Zouk la sé sèl médikaman nou ni | Georges Décimus et Jacob Desvarieux     | Jacob Desvarieux    |  |
| 5. | A.I.E.                          | Daniel Vangarde et Jean Kluger          | La Compagnie Creole |  |
| 6. | Laissez Laissez                 | Sagaie                                  | Sagaie              |  |
| 7. | F.I.P.                          | Sagaie                                  | Sagaie              |  |
| 8. | Ville de Lumière                | Jacques Cardona et Bernard Mazaurec     | Gold                |  |